# Józefa Demel
Józefa Demel – polska „Sprawiedliwa wśród Narodów Świata”.

## Życiorys
W trakcie II wojny światowej mieszkała samotnie w centrum Warszawy. Pod koniec 1942 r. zwróciły się do niej Żydziː Goldie Zylbering wraz z córką Haną. Choć ich nie znała i mimo zagrożenia własnego życia, Demel zgodziła się zapewnić im obojgu schronienie w swoim domu. Nawet gdy dowiedziała się, że nie mają jak jej zapłacić, mimo wszystko zdecydowała się pomóc im ze względów humanitarnych i pomogła im zdobyć aryjskie papiery. Demel dzielnie stawiała czoła różnym próbom szantażu ze strony osób, które groziły doniesieniem na nią władzom niemieckim. Golda i Hana Zylbering przebywały w jej mieszkaniu do października 1944 r., kiedy to po upadku powstania wypędzono z miasta ludność warszawską. Oboje spędzili kilka dni w obozie w Pruszkowie i na fałszywych dokumentach zarejestrowani do pracy w Niemczech, gdzie zostali wyzwoleni przez wojska alianckie.  
25 sierpnia 1966 r. Instytut Jad Waszem uhonorował Józefę Demel medalem „Sprawiedliwy wśród Narodów Świata”.